# Pokémon: Arceus e il Gioiello della Vita
Pokémon: Arceus e il Gioiello della Vita (劇場版ポケットモンスター ダイヤモンド&パール アルセウス 超克の時空へ?, Gekijōban Poketto Monsutā Daiyamondo & Pāru: Aruseusu Chōkoku no Jikū e, Pocket Monster Diamante & Perla il film: Arceus - Alla Conquista dello Spaziotempo), in inglese Pokémon: Arceus and the Jewel of Life), è un film del 2009 diretto da Kunihiko Yuyama.
Si tratta del dodicesimo film basato sulla serie animata Pokémon. Sequel di Pokémon: Giratina e il Guerriero dei Cieli, fa parte di una trilogia, cominciata con Pokémon: L'ascesa di Darkrai, in cui sono presenti i Pokémon leggendari Dialga e Palkia.
Il lungometraggio è stato proiettato nelle sale giapponesi a partire dal 18 luglio 2009, esattamente a 11 anni di distanza dalla distribuzione di Pokémon il film - Mewtwo colpisce ancora. Il film è stato inoltre presentato in occasione della 62ª edizione del Festival internazionale del film di Locarno, svoltosi dal 5 al 15 agosto 2009, in cui è stato annunciato il titolo inglese del lungometraggio.
Negli Stati Uniti l'emittente Cartoon Network ha trasmesso il lungometraggio il 20 novembre 2009. Il 18 dicembre dello stesso anno è stato messo sul mercato giapponese il DVD del film. In Italia viene trasmesso il 27 marzo 2010 dal canale televisivo satellitare Disney XD; successivamente viene ritrasmesso il 4 aprile sul canale digitale terrestre K2. Esce definitivamente in DVD il 23 novembre 2011.
Fin dal trailer è stata confermata la presenza del Pokémon Giratina, già protagonista della pellicola precedente, e di Arceus, Pokémon leggendario della quarta generazione. Dalle successive immagini promozionali è stata resa nota la presenza dei Pokémon iniziali della seconda generazione e di Heatran. Accanto a Pikachu è infine presente un esemplare femminile di Pichu, chiamato Pichu Spunzorek (ギザみみピチュー?, Gizamimi Pichu) per una particolarità al suo orecchio sinistro.

## Trama
Ash Ketchum, Lucinda e Brock raggiungono la città di Michina, dove viene consigliato loro di visitare le rovine vicine.
Quando i ragazzi giungono ai bordi uno specchio d'acqua nei pressi delle rovine, una distorsione spaziotemporale causa un vortice che tenta di risucchiare Pikachu e Piplup. Tuttavia una ragazza, Sheena, arrivata di corsa sul luogo, invoca Dialga e chiede al Pokémon leggendario di salvare i due Pokémon. Dialga recupera Pikachu e Piplup e richiude lo strappo dimensionale.
A quel punto dall'acqua emerge il Pokémon leggendario Giratina che attacca Dialga. Ash e Lucinda tentano di convincere Giratina a smettere di attaccare il Pokémon che ha appena salvato i loro Pokémon iniziali. Anche Sheena prova a comunicare con Giratina, ma il Pokémon è troppo adirato per darle ascolto. Tuttavia quando Ash e Pikachu si avvicinano a lui, Giratina ricorda gli eventi precedenti e smette di lottare. L'ulteriore intervento di Sheena convincerà il Pokémon a tornare nel Mondo Inverso.
Sheena si presenta quindi al gruppetto, spiegando di avere l'abilità di comunicare con i Pokémon e raccontando la leggenda di un allenatore e del suo Pokémon elettrico che ha modificato il destino di Michina. Un'altra distorsione causa un vortice che tenta di risucchiare Dialga ma l'intervento di Palkia salverà il Pokémon leggendario. Sheena comunicherà ai due Pokémon di essere grata ed essi ritorneranno nelle rispettive dimensioni.
I ragazzi vengono quindi accompagnati all'interno delle rovine dove Sheena mostra loro l'Asse Spaziotemporale, con cui lei e il suo amico Kevin hanno registrato distorsioni spaziotemporali nella città di Álamos e nei pressi di Gracidea. Sheena spiega che oltre al Mondo Inverso e alle dimensioni di Dialga e Palkia esiste una dimensione in cui vive Arceus. Gli effetti causati dai vortici provenienti da questa dimensione hanno causato le distorsioni che hanno portato Dialga e Palkia a scontrarsi. La battaglia si è poi ampliata con l'intervento di Giratina.
Secondo una profezia Arceus si era sacrificato per salvare la Terra da una pioggia di meteoriti, perdendo nel tentativo le Sedici Placche della Vita che hanno lo scopo sia di difendere il Pokémon dagli attacchi che a tenerlo in vita. Un uomo di nome Damos recuperò le Placche e riportò in vita Arceus che, per gratitudine, ne usò cinque (quelle della Terra, dell'Acqua, dell'Erba, dell'Elettricità e del Drago) per creare il Gioiello della Vita, un particolare tesoro in grado di far splendere rigogliose le terre di Michina. Arceus affidò il Gioiello a Damos chiedendogli di restituirlo in occasione della prima eclissi solare ma Damos disobbedì e invece di consegnargli il Gioiello attaccò Arceus che, furioso, distrusse il tempio e si rifugiò nella sua dimensione, con la promessa di tornare un giorno per distruggere la Terra.
Lo scopo di Sheena, discendente di Damos, è quello di restituire il Gioiello della Vita ad Arceus una volta che il Pokémon sarà uscito dalla sua dimensione. Al termine della spiegazione Arceus decide di attuare la sua vendetta nei confronti di Michina ed inizia a demolire le rovine. Sheena prova a fermarlo consegnandogli il Gioiello, ma Arceus lo distrugge rivelando che è un falso. Poi attacca la ragazza e le impedisce di comunicare tramite il suo potere per via dell'eccessiva collera: a salvare i giovani dalla furia di Arceus intervengono Dialga, Palkia e Giratina, i cui attacchi si rivelano però inutili per via delle Placche.
Dialga spedisce quindi Ash e i suoi amici indietro nel tempo, al giorno in cui Damos tradì Arceus: i ragazzi assistono a Damos che convince Arceus ad entrare all'interno del tempio per riprendersi il Gioiello, che però è un falso, e lo attacca. Arceus irato distrugge il tempio e, per mettersi in salvo, Sheena chiede a Dialga di riportarli ulteriormente indietro nel tempo. I ragazzi si ritrovano nel passato a Michina, dove vengono arrestati dagli uomini di Marcus, ipnotizzati dal suo Bronzong e condotti in cella, mentre Sheena viene ricevuta da Marcus. Pikachu e Piplup vengono invece rinchiusi insieme ai Pokémon di Damos, ma verranno salvati da un Pichu che ha assistito alla scena dell'arresto.

Pichu Spunzorek

In prigione i ragazzi incontrano Damos, arrestato dallo stesso Marcus. Capiscono così che Damos è stato ipnotizzato a sua volta da Marcus, e manipolato in modo da ingannare Arceus. Gli spiegano inoltre che quelle che lui chiama "Creature Magiche" nel futuro saranno chiamate Pokémon e contenute in Poké Ball. Damos racconta quindi la sua storia ai ragazzi: dopo aver assistito al salvataggio della Terra da parte di Arceus, tentò di comunicare con il Pokémon, in fin di vita. Il cuore di Arceus gli indicò la direzione della prima Placca e Damos gliela riportò. Grazie ad essa Arceus riuscì a riottenere le altre e a ritornare al massimo del suo vigore. I danni provocati dalla pioggia di meteoriti erano comunque ingenti e solamente con l'ausilio del Gioiello della Vita Michina sarebbe riuscita a superare l'inverno. A conferma della gratitudine, Damos inoltre costruisce un tempio in onore del Pokémon leggendario.
Purtroppo Sheena rivela alcuni dettagli sulle debolezze di Arceus a Marcus e quest'ultimo la convince a consegnare personalmente il bastone contenente il Gioiello ad Arceus, dopo averne rimosso il tesoro. Pichu riesce a recuperare le chiavi della cella di Damos, liberando lui e i ragazzi: Damos tenta di raggiungere Arceus, che vuole riottenere il Gioiello della Vita. Il Pokémon leggendario scopre di essere stato ingannato e viene attaccato dai Pokémon di Marcus, Bronzong e Heatran.
I protagonisti riescono a bloccare gli attacchi dei Pokémon di Marcus, che poi si ribellano al loro allenatore, e Ash riesce a recuperare il Gioiello della Vita mentre Damos tenta di comunicare con il Pokémon. Tuttavia la morte di Arceus sta causando un paradosso temporale che provoca la scomparsa dei protagonisti. Quando Pikachu è già svanito, Damos riesce a mettersi in contatto con Arceus che comprende di non essere stato tradito. Nello stesso momento il Gioiello della Vita, tenuto in mano da Ash, si scompone in cinque Placche che tornano a far parte di Arceus. Il Pokémon quindi risorge e per evitare il crollo del tempio fa uso dei suoi poteri, il che lo costringe a ritirarsi nella sua dimensione per riposarsi.
Ash e i suoi amici tornano nel presente e vedono Giratina, Dialga e Palkia sfiniti e Arceus pronto a scagliare il suo attacco finale. Ash intima il Pokémon di fermarsi. Arceus, riconoscendo l'allenatore, ripercorre gli eventi e decide d'interrompere la distruzione. Michina torna ad essere un paradiso terrestre e Brock fa notare che stranamente, sebbene Arceus abbia ripreso il Gioiello, Michina è rimasta una città florida. Arceus spiega che tutto ciò che vedono non è merito suo, ma degli antenati di Sheena che hanno lavorato duramente per rendere Michina quello che è.
I Pokémon ritornano quindi nelle rispettive dimensioni e Kevin, guardiano del tempio insieme a Sheena, nota un'iscrizione raffigurante Ash ed i suoi amici che riporta le parole:
(Damos)

## Accoglienza

### Incassi
In Giappone il lungometraggio ha incassato 4,67 miliardi di Yen (circa 35 milioni di euro). Al termine del 2009 si è posizionato al primo posto nella classifica dei film d'animazione ed al quinto posto tra i film più visti in Giappone.

## Ambientazione

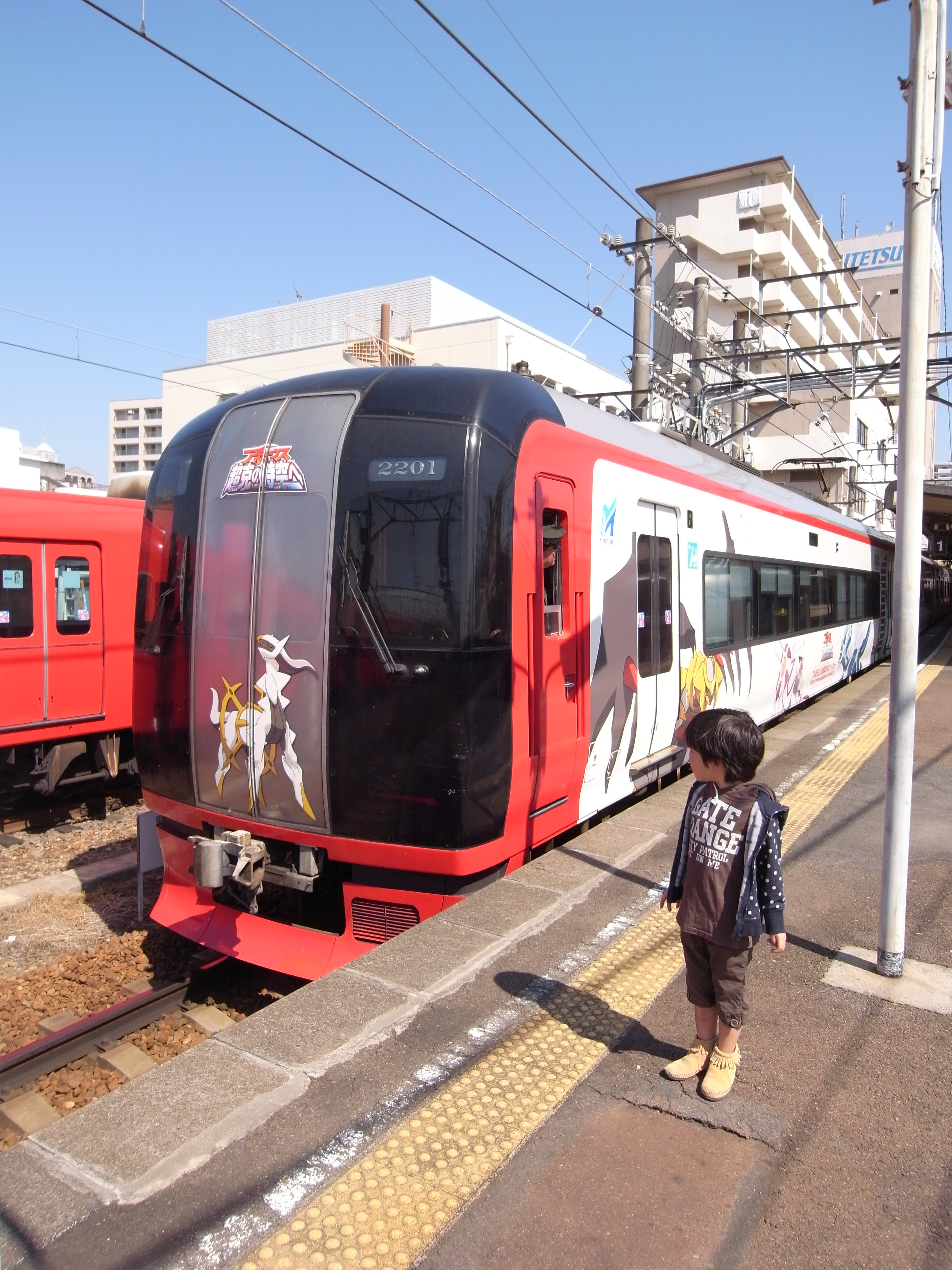
Pubblicità del lungometraggio in Giappone

Le ambientazioni del lungometraggio sono ispirate alla Grecia. Come affermato dal regista, lo staff del film si è recato nell'agosto del 2008 a visitare località come il Partenone e Meteora, oltre ad altri importanti siti archeologici.